# Gymnopilus communis
Gymnopilus communis là một loài nấm thuộc họ Cortinariaceae.